# David Bernhardt
Pour les articles homonymes, voir Bernhardt.
David Longly Bernhardt (né le 17 août 1969 à Rifle au Colorado aux États-Unis) est un homme politique américain. Il est secrétaire à l'Intérieur des États-Unis du 11 avril 2019 au 20 janvier 2021, sous la présidence de Donald Trump.

## Biographie
En novembre 2005, David Bernhardt est choisi pour être solliciteur pour le département de l'Intérieur. Il était auparavant l'adjoint au solliciteur.
Le 1er mai 2018, alors qu'il est lobbyiste pour Brownstein Hyatt Farber Schreck, il est choisi par le président Donald Trump, pour qui il avait déjà travaillé pour lors de la période de transition entre son élection et le début de son mandat, pour être le nouveau secrétaire adjoint à l'Intérieur des États-Unis.
Le 15 décembre 2018, le secrétaire à l'Intérieur Ryan Zinke démissionne. David Bernhardt, en tant qu'adjoint, le remplace par intérim à partir du 2 janvier 2019. Il est finalement nommé pour officiellement le remplacer. Sa nomination est confirmée par le Sénat avec 56 voix contre 41 le 11 avril 2019.
Il autorise à partir de 2020 les forages pétroliers et gaziers au sein du refuge faunique national Arctic, qui constituait la plus vaste zone naturelle protégée des États-Unis.